# Dren
Dren é uma pequena aldeia localizada no município de Demir Kapija, na República da Macedônia do Norte. Lá opera uma incubadora de peixes e uma moderna fazenda de ovos.